# Puntius sachsii
Puntius sachsii, conosciuto comunemente come Barbus di Schubert, Puntius schuberti o barbo dorato è un pesce d'acqua dolce appartenente alla famiglia Cyprinidae.

## Distribuzione e habitat
Questa specie è originaria delle acque dolci della zona di Singapore.

## Descrizione
Molto simile a Puntius semifasciolatus, di cui si pensa sia un probabile antenato, si distingue per pochi piccoli particolari, riconoscibili solo a un occhio esperto. 

Il corpo ha la tipica forma allungata del genere Puntius, piuttosto compresso ai fianchi. Le pinne hanno i vertici arrotondati, la coda è elegantemente bilobata. 

La livrea è giallo argentea, in alcuni individui è giallo dorato tendente all'arancione. Sul peduncolo caudale vi è una macchia nera, così come sui fianchi, marezzati di nero in modo irregolare (ogni individuo ha una propria "carta d'identità" con macchie in diverse posizioni). Le pinne sono tendenti giallo-rossastro. 

Raggiunge una lunghezza massima di 8 cm.

## Riproduzione
Presumibilmente come per P. semifasciolatus.

## Alimentazione
Puntius sachsii ha dieta onnivora.

## Acquariofilia
Presente negli esercizi commerciali solitamente con il nome di Barbus schuberti dal nome del primo allevatore, lo statunitense Thomas Schubert. Altri studiosi considerarono la varietà schuberti come frutto di incroci tra Puntius sachsi e P. semifasciolatus. Oggi il mondo accademico ha completamente sconfessato l'esistenza di un'altra specie (non esistono fonti ufficiali riferite a Barbus schuberti).